# Bistum Richmond
Das römisch-katholische Bistum Richmond (lat.: Dioecesis Richmondiensis) im US-Bundesstaat Virginia wurde am 11. Juli 1820 aus dem Erzbistum Baltimore herausgelöst, dessen Kirchenprovinz es aber bis heute angehört. Nachdem am 19. Juli 1850 das Bistum Wheeling von ihm abgetrennt worden war, erhielt es am 15. August 1858 nochmals einige Gebiete des Erzbistums Baltimore.

## Bischöfe
- Patrick Kelly (1820–1822, dann Bischof von Waterford und Lismore in Irland)
  - Ambrose Maréchal PSS (1822–1828 als Apostolischer Administrator)
  - James Whitfield (1828–1834 als Apostolischer Administrator)
  - Samuel Eccleston (1834–1840 als Apostolischer Administrator)
- Richard Vincent Whelan (1840–1850, dann Bischof von Wheeling)
- John McGill (1850–1872)
- James Gibbons (1872–1877, dann Erzbischof von Baltimore)
- John Joseph Keane (1878–1888, dann Bischof von Dubuque)
- Augustine Van de Vyver (1889–1911)
- Denis Joseph O’Connell (1912–1926)
- Andrew James Louis Brennan (1926–1945)
- Peter Leo Ireton (1945–1958)
- John Joyce Russell (1958–1973)
- Walter Francis Sullivan (1974–2003)
- Francis Xavier DiLorenzo (2004–2017)
- Barry Christopher Knestout (seit 2017)

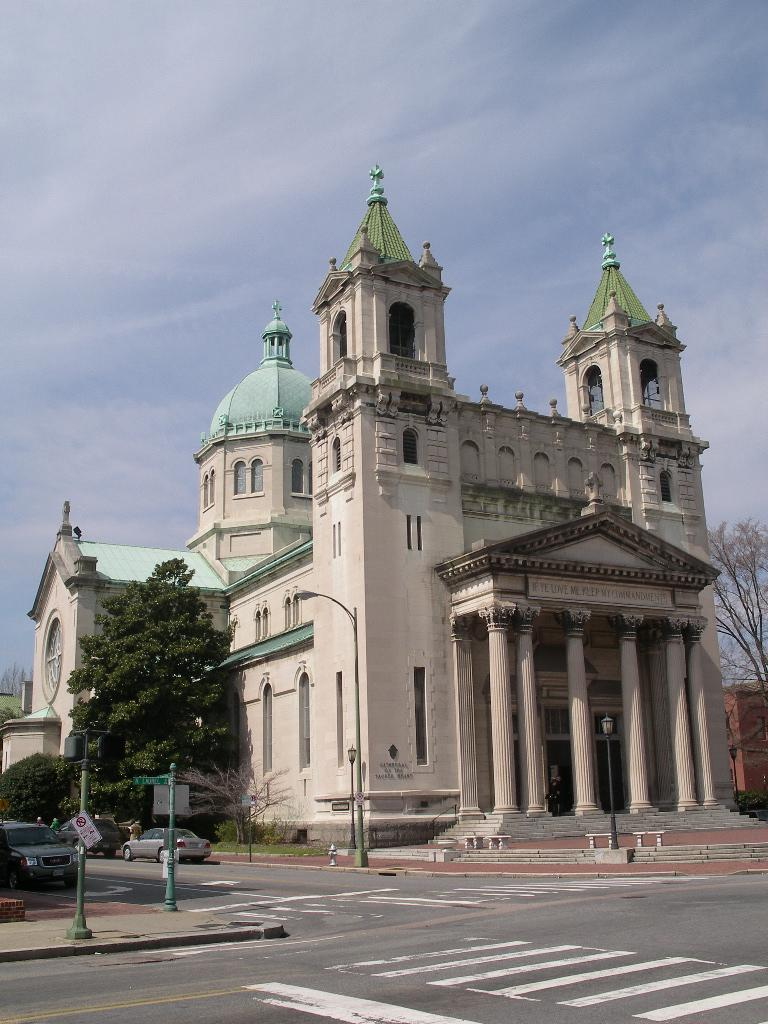
Sacred Heart.Kathedrale in Richmond